# 2 juin 1945
Le samedi 2 juin 1945 est le 153e jour de l'année 1945.

## Naissances
- Anson Rabinbach, historien américain
- Björn Engquist, mathématicien suédois
- Bonnie Newman, personnalité politique américaine
- David Price, politicien canadien
- François Duplat, producteur de cinéma et de télévision français
- Georges Lech, footballeur français
- Hans-Bert Matoul, footballeur allemand
- Joan Pringle, actrice américaine
- Jon Peters, producteur de films américain
- Michael Leunig, artiste australien
- Richard Long, artiste
- Rita Borsellino (morte le 15 août 2018), politicienne italienne
- Stevan Harnad, cognitiviste et défenseur de l'accès libre
- Warren W. Smith Jr, spécialiste des relations internationales, historien et écrivain américain

## Décès
- Émile Boisacq (né le 26 novembre 1865), linguiste belge
- Agnès Baden-Powell (née le 16 décembre 1858), sœur cadette de Lord Baden-Powell
- August Hirt (né le 29 avril 1898), médecin allemand
- Père Jacques de Jésus (né le 29 janvier 1900), prêtre catholique français
- Joseph-François Laflèche (né le 4 octobre 1879), homme politique canadien